# Rans
Rans település Franciaországban, Jura megyében. Lakosainak száma 529 fő (2022. január 1.). Rans Ranchot, La Barre, Étrepigney, Fraisans és Plumont községekkel határos.

## Népesség
A település népessége az elmúlt években az alábbi módon változott:
| Lakosok száma | 350  | 404  | 389  | 448  | 515  | 525  | 535  | 532  | 527  | 529  |
|               | 1968 | 1982 | 1990 | 2006 | 2013 | 2015 | 2017 | 2019 | 2020 | 2022 |